# توماس بويد
توماس بويد (بالإنجليزية: Thomas A. Boyd)‏ (و. 1830 – 1897 م) هو سياسي، محام من الولايات المتحدة الأمريكية .